# Rail Club du Kadiogo
El Rail Club du Kadiogo es un equipo de fútbol de Burkina Faso que milita en la Primera División de Burkina Faso, la liga de fútbol más importante del país.

## Historia
Fue fundado en el año 1967 por Lacina Traoré en la ciudad de Kadiogo con el nombre Association Sportive de la Régie Abidjan Niger (ASRAN) y en su palmarés cuenta con 3 títulos de liga y 3 torneos de copa nacional. Contaba con un rival de ciudad con el desaparecido Kadiogo FC. Su nombre actual lo adquirieron en el año 1987.
A nivel internacional ha participado en 7 torneos continentales, donde su mejor participación ha sido en la Recopa Africana 1978 (como ASRAN), donde alcanzó las semifinales.

## Palmarés
- Primera División de Burkina Faso: 4

2005, 2016, 2017, 2022
- Copa de Burkina Faso: 3

1994, 2012, 2016
- Supercopa de Burkina Faso: 1

2012

## Participación en competiciones de la CAF
| Temporada | Torneo                       | Ronda            | Club                   | Casa | Visita | Global  |
| --------- | ---------------------------- | ---------------- | ---------------------- | ---- | ------ | ------- |
| 1976      | Recopa Africana              | Preliminar       | Gambia Ports Authority | 2-1  | 4-1    | 6-2     |
| 1976      | Recopa Africana              | 1                | AS Kaloum Star         | 1-0  | 0-7    | 1-7     |
| 1978      | Recopa Africana              | 2                | Espoirs                | 2-0  | 0-0    | 2-0     |
| 1978      | Recopa Africana              | Cuartos de final | Zamalek SC             | 1-0  | 1-2    | 2-2 (a) |
| 1978      | Recopa Africana              | Semifinales      | Horoya AC              | 3-2  | 0-1    | 3-3 (a) |
| 1993      | Recopa Africana              | 1                | Olympique Mvolyé       | 1-1  | 0-1    | 1-2     |
| 2006      | CAF Champions League         | Preliminar       | USM Alger              | 1-1  | 0-1    | 1-2     |
| 2013      | Copa Confederación de la CAF | Preliminar       | Sahel SC               | 1-1  | 1-0    | 2-1     |
| 2013      | Copa Confederación de la CAF | 1                | ASEC Mimosas           | 1-1  | 1-2    | 2-3     |
| 2017      | Liga de Campeones de la CAF  | Preliminar       | Diables Noirs          | 3-0  | 0-1    | 0-1     |
| 2017      | Liga de Campeones de la CAF  | 1                | USM Alger              | 1-0  | 0-2    | 1-2     |
| 2017      | Copa Confederación de la CAF | Play-Off         | CS Sfaxien             | 1-2  | 0-2    | 1-4     |
| 2018      | Liga de Campeones de la CAF  | Preliminar       | CF Mounana             | 1-0  | 0-2    | 1-2     |

## Jugadores

### Jugadores destacados
| - Harouna Bamogo - Jeannot Bouyain - Siaka Coulibaly - Eric Dagbei - Derra Hamadou - Bèbè Kambou - Constant Kambou - Ibrahim Kano - Amara Ouattara - Seydou Traoré - Ernest Yélémou | - Hamidou Djibo - Saidou Idrissa - Alhassan Issoufou - Idrissa Laouali - Ibrahim Tankary |

## Entrenadores
- Daouda Sanou Famozo (1989)[4]
- Séraphin Dargani (2014)[5]
- Seydou Zerbo (2014)[5][6]
- Ousmane Compaoré (2014)[7]
- Moussa Sanogo (2019)[8]
- Drissa Malo (2019-2020)[8][9]
- Thierry Mouyouma (2020-2021)[9][10]
- Amadou Sampo (2021-presente)[3]